# Forte Schiaffino
Il Forte Schiaffino, che prende il nome da Simone Schiaffino, un Generale d'armata, sostituì il vecchio nome di Monte Giulietta. Fa parte del complesso difensivo dei forti Umbertini, simile al Forte San Jachiddu o al Forte Serra della Croce. Attualmente, il forte è in totale stato di abbandono, anche se in buone condizioni, a differenza di Forte Crispi e Forte Mangialupi. Si trova su un promontorio, con la base del forte e la presenza di alcuni edifici in stato precario vicino al portone d'ingresso. Il forte è situato vicino a Santa Lucia, a circa 650 metri sopra il livello del mare, orientato a Est-Sud Est, con una distanza dalla costa di circa 1600 metri. È circondato da un fossato che è ancora in buone condizioni.

## Storia
Costruito nel 1889-1890 per difendere la zona che va da Gazzi a Mili Marina, il forte è stato abbandonato dopo la Seconda Guerra Mondiale. Successivamente, è stato utilizzato come canile comunale, attività che è continuata fino alla sua chiusura nel 2010, quando circa 400 cani ospitati sono stati trasferiti in una struttura più moderna. Nel 2011, la struttura è stata definitivamente chiusa, diventando una discarica abusiva.
Nel 2014 si sono fatti dei tentativi di riqualificazione, ma senza successo. Nel corso degli anni, si sono spesi circa 9000 euro all’anno per il canone di gestione del forte. Nonostante ciò, la fortificazione è tornata a essere una discarica abusiva. Nel luglio del 2024, si è ripreso a parlare del forte, con un nuovo progetto di riqualificazione, ma la situazione è ancora in sospeso.

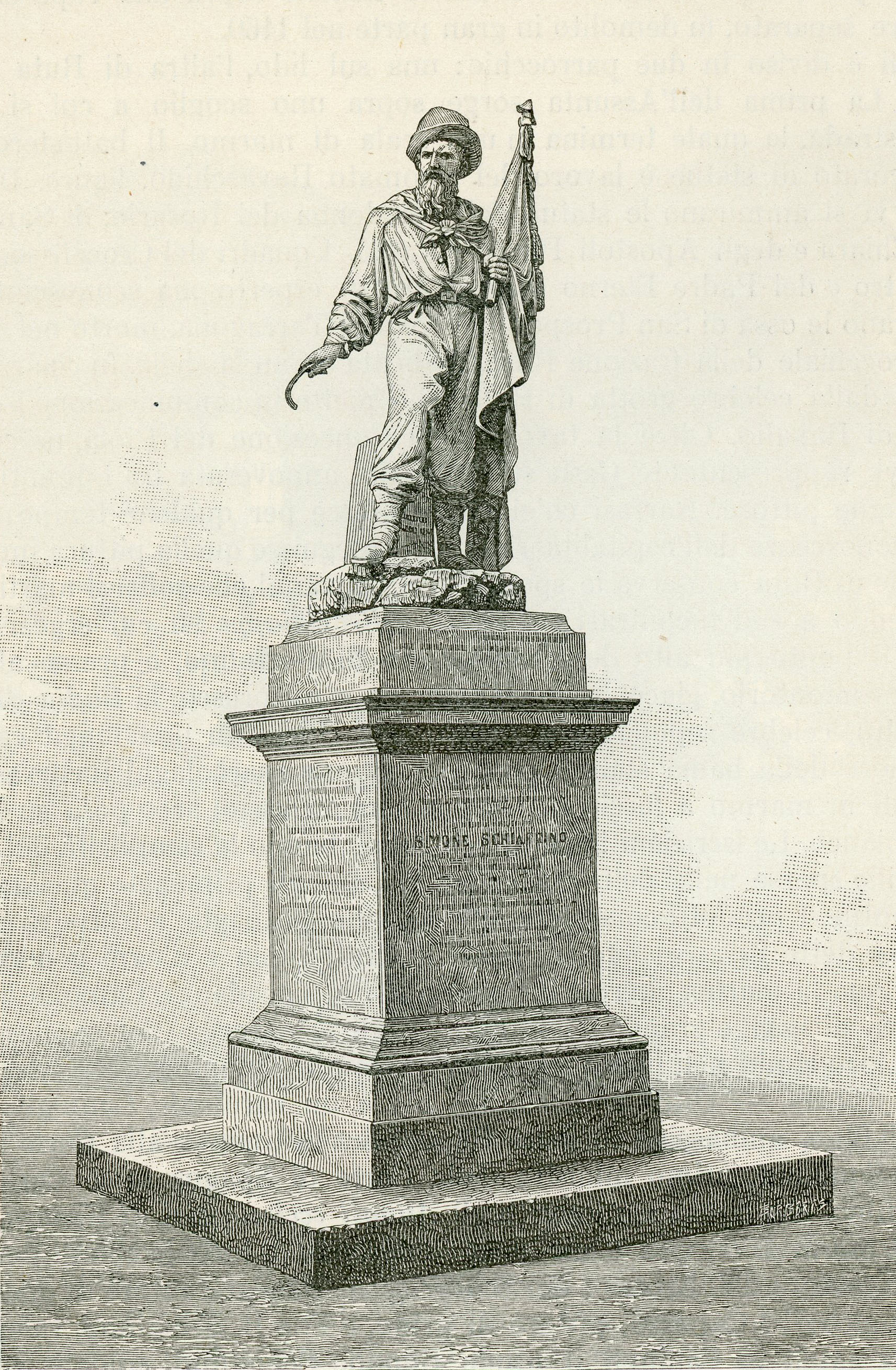
Raffigurazione di un monumento dedicato a Simone Schiaffino